# Галилео Галилей
Вижте пояснителната страница за други личности с името Галилео Галилей.
 За други значения вижте Галилео.
Галилео Галилей (на италиански: Galileo Galilei, [ɡaliˈlɛːo ɡaliˈlɛi]) е италиански физик, астроном, астролог и философ, считан заедно с Френсис Бейкън за основоположник на съвременния научен метод. Сред неговите постижения са подобрения на телескопа, свързани с тях астрономически наблюдения, и публичната защита на хелиоцентричната система. Той е определян като „баща на съвременната наблюдателна астрономия“, „баща на съвременната физика“, „баща на науката“ и „баща на съвременната наука“.
Работата на Галилей се смята за рязко скъсване с традициите, доминиращи в Европа и ислямския свят от времето на Аристотел. Освен това неговият конфликт с Римокатолическата църква е сочен като един от първите значими примери на конфликта между религиозния авторитет и свободата на мисълта в Западния свят. 

## Кратка хронология
- 15 февруари 1564 – Галилео Галилей е роден в Пиза, Тоскана.
- 1581 – 1585 – Учи в Университета в Пиза.
- 1585 – 1589 – Дава уроци по математика в Сиена и Флоренция, Тоскана.
- 1589 – 1592 – Преподава в Пизанския университет.
- 1592 – 1610 – Преподава в Университета в Падуа, Венецианска република.
  - 1610 – Публикува първите си наблюдения с телескоп в Sidereus Nuncius.
- 1610 – 1632 – Заема почетна служба в двора на херцога на Тоскана във Флоренция.
  - 1613 – Публикува наблюденията си върху слънчевите петна.
  - 1616 – Инквизицията му забранява да защитава и преподава теорията на Коперник.
  - 1632 – Публикуван е „Диалог за двете главни световни системи“.
  - 1632 – Осъден е на затвор от съда на Инквизицията.
- 1632 – 1633 – Живее под домашен арест в Сиена.
- 1633 – 1642 – Живее под домашен арест в Арчетри край Флоренция.
  - 1634 – Умира дъщеря му – сестра Мария Челесте.
  - 1638 – Публикувана е „Две нови науки“.
- 8 януари 1642 – Галилео Галилей умира в Арчетри, Тоскана.

## Биография
Галилео Галилей е роден в Пиза, Тоскана на 15 февруари 1564 година. Той е първото от седемте деца на Винченцо Галилей и Джулия Аманати, дребни благородници. Винченцо е музикант, композитор и музикален теоретик, автор на „Диалог за съвременната музика“ (1581).
Галилео е обучаван от родителите си до десетгодишна възраст. Когато през 1574 семейството се премества във Флоренция, с образованието му се заема живеещ наблизо свещеник. Впоследствие постъпва в манастира „Санта Мария де Валомброза“, където получава религиозно образование. Религиозната му кариера е прекъсната през 1579 година – баща му го връща във Флоренция, позовавайки се на заболяване на очите на сина си.
През 1581 година Галилей постъпва в Пизанския университет, където първоначално учи медицина и философия, а след това математика. Въпреки че е принуден да напусне по финансови причини, през 1589 със съдействието на маркиз Гуидобалдо дел Монте му е предложена работа като преподавател по математика в университета. Малко по-късно се премества в Падуанския университет, където преподава геометрия, механика и астрономия до 1610 година. През този период той се занимава и с научна дейност и прави някои от важните си открития.
Въпреки че е вярващ католик, Галилей става баща на три извънбрачни деца от Марина Гамба:
- Виргиния (1600 – 1634), приема името Мария Челесте при влизането си в манастира Сан Матео в Арчетри, Флоренция;
- Ливия (1601 – ?) също е монахиня в Сан Матео под името Арканджела;
- Винченцо (1606 – ?), по-късно е официално признат от баща си, съпруг е на Сестилия Бокинери.

През 1610 година Галилей получава почетна длъжност в двора на Козимо Медичи, велик херцог на Тоскана и негов бивш студент. През 1612 година пътува до Рим, където се включва в Академия деи Линчеи и наблюдава слънчевите петна. По същото време се засилва противопоставянето на теориите на Николай Коперник, които той подкрепя. През 1614 година проповедникът Томазо Качини публично осъжда възгледите на Галилей за движението на Земята, обявявайки ги за опасни и близки до ерес. Галилей отива в Рим, за да се защити срещу тези обвинения, но през 1616 година кардинал Роберто Белармино лично му връчва забрана да защитава или преподава коперниканска астрономия, защото тя противоречи на приетото тълкуване на Светото писание.
През 1622 година Галилео Галилей пише книгата Saggiatore, одобрена от цензурата и публикувана през 1623 година. През 1624 година той разработва първия известен микроскоп. През 1630 година се завръща в Рим, за да получи разрешение за издаването на Dialogo sopra i due massimi sistemi del mondo („Диалог за двете главни световни системи“), публикувана във Флоренция през 1632 година. Въпреки това през октомври същата година той е извикан да се яви пред Инквизицията в Рим. Съдът издава осъдителна присъда и принуждава Галилей да се отрече от книгата си. Той е изпратен в Сиена, а през декември 1633 година му е разрешено да се премести във вилата си в Арчетри. През 1634 година умира любимата му дъщеря – сестра Мария Челесте. През 1638 година, почти напълно ослепял, той публикува в Лайден последната си книга Due nuove scienze („Две нови науки“).
Галилео Галилей умира в Арчетри, Флоренция, на 8 януари 1642 година в присъствието на своя ученик Винченцо Вивиани.

## Приноси

### Научни методи
Основният принос на Галилео Галилей към Научната революция е използването на количествени експерименти и математическата интерпретация на резултатите от тях. По негово време тези методи са нови в Европа. Уилям Гилбърт, непосредствен предшественик на Галилей, започва да използва експерименти, но без количествения подход към тях. В същото време бащата на Галилео Галией – Винченцо Галилей, прави експерименти, при които открива вероятно първото нелинейно отношение във физиката – връзката между опъна и честотата на звука в напрегната струна. Тези наблюдения са в духа на известната на майсторите на инструменти питагорейска традиция, според която целочислените отношения дефинират хармонични гами.
Галилео Галилей, свидетел на наблюденията на баща си, има възможност да ги обобщи на съвсем друго ниво. Той първи ясно заявява, че природните закони са математически и, както сам твърди, „езикът на Бог е математиката“. Това е рязко скъсване с дотогавашните традиции в науката, основани на постулатите на Аристотел и поставящи логиката в основата на научните изследвания.
Галилей показва забележително разбиране за връзките между математика, теоретична физика и експериментална физика. Така например:
- Разбира математическата парабола както като конично сечение, така и като квадратична зависимост.
- Твърди, че параболата е теоретично идеалната балистична крива при липса на триене или други препятствия. Той дори поставя ограничения за валидността на тази теория, като казва, че тя е уместна за траектории в мащаба на лаборатория или бойно поле. Изхождайки от чисто теоретични съображения, смята, че хипотезата може би не е вярна при мащаби, съпоставими с размера на планетата.
- Осъзнава, че експерименталните данни никога няма да съвпаднат точно с някаква теоретична или математическа форма поради неточността на измерванията, непренебрежимостта на триенето и т.н.

Галилей допринася и за отхвърлянето на сляпото приемане на авторитети (като Църквата) или други мислители (като Аристотел) в областта на науката и за разграничаването на науката от философията и религията.
През XX век някои изследователи, най-вече френският историк на науката Александър Койре, поставят под съмнение валидността на експериментите на Галилей. Например опитите за определяне на ускорението на падащи тела, описани в „Две нови науки“, изискват прецизно измерване на времето, което би трябвало да е невъзможно с техниката от началото на XVII век. Според Койре Галилей стига до закономерността дедуктивно и използва експериментите само за демонстрация. Според други изследвания, опитващи се да възпроизведат опитите на Галилей, те са напълно валидни и описваната от него точност е постижима.

### Астрономия
Галилео Галилей публикува първите си астрономически наблюдения с телескоп през март 1610 година в краткия трактат Sidereus Nuncius. На 7 януари същата година той открива три от четирите големи спътника на Юпитер – Йо, Европа и Калисто. Четири нощи по-късно открива и четвъртия – Ганимед. Той забелязва, че спътниците се появяват и изчезват периодично, което обяснява с тяхното движение около Юпитер, заключавайки, че те се движат в орбита около планетата. Той прави допълнителни наблюдения на спътниците през 1620 година. По-късно астрономите променят първоначалното наименование на спътниците, дадено от Галилей, „Медичиеви звезди“ (от името на неговите покровители – фамилията Медичи) на „Галилееви спътници“. Наблюдението, че около една планета се въртят по-малки планети, поставя под въпрос геоцентричната система, според която всички астрономически обекти се движат около Земята.
Галилей открива и цикличния характер на вида на Венера, наподобяващ лунните фази. Според хелиоцентричната система, предложена от Коперник, би трябвало да се наблюдават всички фази, тъй като движението на Венера около Слънцето би обръщало към Земята нейната осветена страна, когато тя е от отсрещната страна на Слънцето, и нейната тъмна страна, когато тя е между Земята и Слънцето. Според геоцентричния модел пълна фаза не би трябвало да се наблюдава, тъй като Венера винаги остава между Слънцето и Земята. Наблюденията на Галилей подкрепят, макар и да не доказват еднозначно, хелиоцентричната система.
Галилео Галилей е един от първите европейци, наблюдавали слънчевите петна, макар че има свидетелства, че китайски астрономи са правили това много по-рано. Той също така предлага нова интерпретация на наблюдение на слънчево петно от времето на Карл Велики, обяснявано погрешно с преминаване на Меркурий пред Слънцето. Спорът за това, кой първи е открил слънчевите петна, предизвиква продължителна и остра вражда между Галилей и Христоф Шайнер. Днес преобладава мнението, че откритието е направено първо от Давид Фабрициус и неговия син Йоханес.
Галилей е и първият, публикувал сведения за планини и кратери по повърхността на Луната, основавайки се на очертанията от светлина и сянка по нея. На базата на тези наблюдения той дори прави оценки за височината на планините. Това го довежда до заключението, че Луната е „груба и неравна, точно като повърхността на самата Земя“, а не идеалната сфера от теориите на Аристотел.
Наблюденията на Галилей показват също, че Млечният път, смятан преди това за мъглявина, представлява множество звезди, струпани толкова гъсто, че приличат на облаци, гледани от Земята. Той открива и множество други звезди, твърде отдалечени, за да бъдат наблюдавани с просто око. През 1612 година Галилей наблюдава Нептун, но не разбира, че това е планета, и не му обръща особено внимание.

### Физика
Теоретичните и експериментални изследвания на Галилей върху движението на телата заедно с работите на Йоханес Кеплер и Рене Декарт поставят основите на класическата механика, развита малко по-късно от Исак Нютон. Галилей е сред първите европейски учени, извършващи обстойни експерименти и стремящи се към математическо изразяване на природните закони.
Един от най-известните разкази за Галилей описва как той пуска топки с различна маса от Наклонената кула в Пиза, за да демонстрира, че времето, за което падат, не зависи от масата им. Макар че тази история се появява в негова биография, писана от ученика му Винченцо Вивиани, днес тя обикновено се смята за измислена. Всъщност Галилей прави опити с топки, търкалящи се по наклонена равнина, с което демонстрира същото явление – ускорението не зависи от масата. Макар този факт да противоречи на широко приетата по онова време теория на Аристотел, Галилей не е първият, достигнал до този извод. Независимостта на ускорението при падане и масата е описана още от Йоан Филопон през 6 век, а същото твърди и Джанбатиста Бенедети, съвременник на бащата на Галилей.
Освен че отхвърля теорията на Аристотел, според която по-тежките тела трябва да падат по-бързо, Галилей установява и математическата зависимост на ускорението при свободно падане – изминатото разстояние, започвайки от състояние на покой, е пропорционално на квадрата на изминалото време. Формулировката на закона е точна, макар че по това време не се използва съвременното компактно алгебрично означаване.
Галилео Галилей се противопоставя и на друга теория на Аристотел – че движещите се тела се забавят и спират, ако върху тях не действа някаква сила. Той формулира по-прецизно теорията на Ибн ал-Хайтам, поддържана по-късно и от Жан Буридан, според която при липса на триене тяло, движещо се по хоризонтална повърхност, би запазило скоростта и посоката на движението си. В Китай тази теория е застъпвана много по-рано от Мо Дзъ. Принципът за запазването на скоростта става един от трите закона за движение на Нютоновата механика.
Галилей забелязва също, че ходовете на махало винаги изискват едно и също време независимо от неговата амплитуда. Според легендарен разказ той достига до това заключение, като наблюдава люлеенето на бронзов свещник в катедралата в Пиза и измерва времето с пулса си. Галилей смята, че периодът на махалото наистина е постоянен, макар че всъщност това е само приближение за относително малки амплитуди. Въпреки това приближението е достатъчно точно, за да се използва за регулиране на часовник (вижте Техника по-долу).
В самото начало на XVII век Галилей и един негов сътрудник се опитват да измерят скоростта на светлината. Те застават на върховете на отдалечени хълмове, като всеки носи фенер с капак. Галилей отваря своя капак, а когато сътрудникът види светлина, той отваря своя. При разстояние около километър Галилей не успява да забележи по-съществено забавяне, отколкото при разстояние от едва няколко метра. Той не стига до заключение, дали светлината се разпространява мигновено, тъй като допуска, че разстоянието между хълмовете може да е прекалено малко за точно измерване.
Галилей прави опит да обясни и причините за приливите, като теорията му трябва да послужи за аргумент в полза на движението на Земята. Макар да отчита влиянието на формата на водните басейни върху височината и времето на приливите, теорията му е отхвърлена. Още по негово време Кеплер и други учени, основавайки се на емпиричните данни, свързват приливите с Луната. Съвременната физическа теория на приливите е окончателно изградена по-късно от Исак Нютон.
Други приноси на Галилей във физиката са свързването на височината на звука с честотата и формулирането на принципа, че физичните закони са еднакви във всяка система, движеща се с постоянна скорост по права линия, независимо от нейната скорост и посока.

### Техника
Освен изследванията си в областта на физиката и астрономията Галилей има принос и към развитието на техниката. През 1595 – 1598 година той прави подобрен вариант на „геометричен и военен компас“. Това е инструмент, предназначен за артилеристи и геодезисти, подобен на по-ранните уреди на Николо Тарталя и Гуидобалдо дел Монте. Той дава възможност за по-сигурно и точно позициониране на оръдията и за изчисляване на заряда от барут за гюлета с различен размер и материал. Инструментът може да се използва и за построяване на произволен правилен многоъгълник, за изчисляване на лицата на многоъгълници и кръгови сектори и много други.
Около 1606 – 1607 година Галилей прави т.нар. галилеев термометър, като използва разширяването и свиването на въздух в колба, за да променя нивото на водата в свързана с нея тръба.
Въпреки широко разпространеното мнение Галилео Галилей не е откривателят на телескопа. Първите телескопи са направени в Холандия през 1608 година. Използвайки откъслечни схеми на първите устройства, Галилей прави свой собствен телескоп с осемкратно увеличение, който демонстрира във Венеция на 25 август 1609 година. Смята се също, че той първи използва телескопа за астрономически наблюдения. През 1610 година използва телескоп като съставен микроскоп, а в края на живота си прави някои подобрения в устройството на микроскопа.
През 1612 година, след като определя орбиталните периоди на Галилеевите спътници, Галилей решава, че при достатъчно точно познаване на техните орбити положението на спътниците може да бъде използвано като универсален часовник. Това би дало възможност за определяне на географската дължина – един от най-тежките проблеми в навигацията по това време. Той продължава да работи върху метода до края на живота си, но не успява да преодолее всички практически проблеми. За първи път методът е приложен при широкомащабни геодезически заснемания от Джовани Доменико Касини през 1681 година. Дори и след това методът не се прилага в корабоплаването поради трудностите при провеждането на необходимите прецизни астрономически наблюдения.
През последната година от живота си вече слепият Галилей работи върху механизма на часовник с махало, но първият действащ прототип е създаден от Христиан Хюйгенс през 50-те години на XVII век. Галилей оставя и многобройни скици на различни неосъществени изобретения, като съчетание от свещ и огледала, отразяващи светлината във вътрешността на сграда, машина за бране на домати, джобен гребен, който се разгъва в прибор за хранене, и предмет, наподобяващ химикалка.

### Математика
Макар че Галилей е сред първите, приложили системно математиката в експерименталната физика, неговите математически методи са обичайните за епохата. Той използва най-вече теорията за пропорциите на Евдокс от Книд, както е описана в петата книга на „Елементи“ на Евклид. Тази теория става известна в Западна Европа едва един век по-рано благодарение на превода на Николо Тарталя. Към края на живота на Галилей тя е заменена от алгебричните методи на Рене Декарт, с които той изглежда не се запознава.
Галилео Галилей е автор и на една оригинална идея в математиката – парадокса на Галилей, който показва, че има толкова точни квадрати, колкото са целите числа, като в същото време повечето цели числа не са точни квадрати. Това привидно противоречие е обяснено два и половина века по-късно в работите на Георг Кантор.

## Конфликт с Римокатолическата църква
Около петдесетата си година Галилей вече е известен в цяла Европа учен и заема добре платена длъжност в двора на херцога на Тоскана. В същото време той печели и много неприятели, които се опитват да представят теориите му като противоречащи на традициите и християнската доктрина. Те се позовават на текстове от „Псалми“ и „Еклисиаст“, които говорят за „твърдото“ и „установено“ положение на Земята. Галилей защитава хелиоцентричната система, твърдейки, че тя не противоречи на тези откъси. Той привежда мнението на Августин, че текстовете на Писанията не трябва да се възприемат твърде буквално, особено когато става дума за книги с поезия и песни, а не с наставления или история.
През 1616 г. нападките срещу Галилей се засилват и той отива в Рим, за да се опита да убеди църковните власти в каноничността на идеите си. В крайна сметка кардинал Роберто Белармино, по указание на Инквизицията, му връчва заповед да не „поддържа и защитава“ идеята, че Земята се движи, а Слънцето стои неподвижно. Заповедта позволява хелиоцентричната система да се обсъжда хипотетично, но през следващите няколко години Галилей се въздържа от противоречиви публикации.
След избора от 1623 г. на папа Урбан VIII, познат на Галилей, противопоставил се на осъждането от 1616 г., Галилей се чувства по-уверен и решава да поднови работата си в тази област. През 1632 г. той публикува „Диалог за двете главни световни системи“ с формалното разрешение на Инквизицията.
Самият папа Урбан VIII изисква от Галилей да представи в книгата си аргументи за и против хелиоцентризма и да внимава да не защитава тази теория. Той иска също и неговите собствени възгледи да бъдат включени в книгата. Галилей изпълнява само последното желание. Неволно или не Симплициус – защитникът на аристотеловия геоцентричен модел в книгата, често се обърква от собствените си грешки, а понякога се излага като глупак. Заради това книгата е тълкувана и като защита на коперниковата теория. Утежнявайки още повече нещата, Галилей поставя в устата на Симплициус думите на самия папа Урбан VIII. Повечето изследователи смятат, че той не го прави нарочно и остава шокиран от реакциите на книгата си. Папата не приема с лека ръка публичното си осмиване, нито силния уклон към хелиоцентризма и Галилей е извикан в Рим, за да даде обяснения.
През 1633 година Галилей е изправен пред съда на Инквизицията по обвинение в ерес. Присъдата включва три основни части:
- Галилей трябва да се отрече от хелиоцентричните си идеи. Идеята, че Слънцето е неподвижно, е осъдена като „формално еретична“.
- Той е осъден на затвор, като по-късно присъдата е заменена с домашен арест.
- „Диалогът“ е забранен. Според тайно решение на съда, което не е приложено в пълна сила, е забранено публикуването на негови дотогавашни и бъдещи произведения.

Със съдействието на негови приятели, Галилей е изпратен да излежава присъдата си в двореца на Асканио Пиколомини, архиепископ на Сиена. По-късно той се премества в своята вила в Арчетри край Флоренция, където остава до края на живота си.

### Реабилитация
През 1737 г. Галилео Галилей е препогребан на осветена земя в църквата „Санта Кроче“ във Флоренция. Четири години по-късно, през 1741 г., папа Бенедикт XIV разрешава публикуването на пълните му научни произведения (цензурирана версия е публикувана през 1718 г.) и той е официално реабилитиран от Римокатолическата църква. През 1758 г. общата забрана срещу хелиоцентризма е премахната от Индекса на забранените книги.
В наши дни папа Йоан Павел II инициира ревизия на съдебния процес срещу Галилей и на 31 октомври 1992 година след изследване на Понтификалния съвет за култура изразява съжаление за начина, по който Църквата провежда процеса срещу Галилей и признава, че обявяването му за еретик е грешка.

## Книги от Галилей
- Sidereus Nuncius (1610)
- Istoria e dimostrazioni intorno alle macchie solari e loro accidenti (1613)
- Il Saggiatore (1623)
- Dialogo dei due massimi sistemi del mondo, tolemaico e copernicano (1632; „Диалог за двете главни световни системи“)
- Discorsi e Dimostrazioni Matematiche, intorno a due nuove scienze attenenti alla meccanica (1638; „Две нови науки“)

## Наречено на Галилей
- Гал, единица за ускорение
- Галилео, европейски проект на спътникова система за навигация
- Галилео Галилей, летище в Пиза
- Число на Галилей, в динамиката на флуидите
- Галилео, апарат на НАСА, изследвал Юпитер
- Галилееви спътници на планетата Юпитер
- Галилей, кратер на Луната
- Галилей, кратер на Марс
- 697 Галилея, астероид (името е дадено по повод на 300-годишнината от откриването на Галилеевите спътници)
- „Животът на Галилей“, пиеса от Бертолт Брехт
- Улица в квартал „Гео Милев“ в София (Карта)